# 조세프 버
조세프 버(Josef Ber)는 오스트레일리아의 배우이다.